# Samuel Aurivillius
Samuel Aurivillius, född 21 juli 1721 i Stockholm, död 24 mars 1767, var en svensk kunglig livmedikus, professor i medicin, biblioteksman och rektor vid Uppsala universitet.

## Biografi

### Uppväxt och studier
Samuel Aurivillius var son till Karl XII:s biktfader, riksdagsmannen Magnus Aurivillius och hans hustru Margarea Kristina von Numers; härstammade via fadern från Bureätten.[källa behövs] Aurivillius blev student vid Uppsala universitet vid åtta års ålder, där han fick personlig informator i två år, och sedan, efter ett uppehåll från universitetet, studerade han matematik, astronomi (för Anders Celsius), mineralogi, och kemi. År 1743 fick han anställning vid Bergskollegium, men började i stället studera medicin för Nils Rosén von Rosenstein (hans blivande svärfar) och Carl von Linné.

### Karriär
På grund av släktens kontakter fick han möjlighet att under tre år studera på kontinenten, då han 1749 även hann disputera vid universitetet i Göttingen för Albrecht von Haller. Han återkom till Sverige 1752 och hade under utlandsvistelsen utsetts till universitetetbibliotekarie i Uppsala, vilket han inträdde som samtidigt som han utsågs till hovmedikus. 1756 bytte han och von Rosenstein tjänst, och han installerades som professor i medicin och anatomi. Höstterminen 1761 var han rektor vid universitetet. 
Under hans tid omorganiserades den medicinska undervisningen. Olof Rudbeck d.ä.:s anatomiska teater slutade användas och han undervisade i stället i en nyinrättad lokal, som utgjordes av en dissektionssal och en föreläsningssal. Hans gärning krestade främst kring den praktiska medicinen, både som vetenskapsman och som lärare.

### Familj
Aurivillius gifte sig 1753 med Anna Margareta Rosén von Rosenstein. Paret fick sju barn som adopterades på sin morfaders adelskap med dennes namn och nummer. Barnen var Magnus Aurivillius (1755–1801, senare konteramiral), Samuel Aurivillius d y (1757–1804), Johan Mattias Aurivillius (1759–1798), Anna Margareta Aurivillia (1761–1837), Pehr Herman Aurivillius (1763–1799, senare guvernör på Svenska Sankt Barthélemy), Christina Ulrika Aurivillia (1764–1797) och Carl Aurivillius (1766–1836, senare ärkebiskop).